# Tipulamima nigriceps
Tipulamima nigriceps là một loài bướm đêm thuộc họ Sesiidae. Nó được biết đến ở Sierra Leone.